# Union Sportive Concarneau
El Unión Deportivo Concarneau (en francés: Union Sportive Concarnoise) es un club de fútbol de la comuna de Concarneau, en Francia. A partir de la temporada 2024-25, participará en el Championnat National, la tercera división del fútbol francés, tras haber descendido.

## Historia
Fue fundado en el año 1911 en la ciudad de Concarneau, en el departamento de Finistère y ha pasado toda su historia en las ligas locales y amateur de Francia, donde la categoría más alta en la que han jugado ha sido en el Championnat National, donde juegan desde la temporada 2016/17.

## Palmarés
- Championnat National: 1

2023
- CFA - Grupo D: 1

2016
- DH Brittany: 1

2000
- DH West: 1

1969